# برونو چیتزو
برونو چیتزو (انگلیسی: Bruno Chizzo; ۱۹ آوریل ۱۹۱۶ – ۱۴ اوت ۱۹۶۹ (aged 53)) بازیکن فوتبال اهل ایتالیا بود.
از باشگاه‌هایی که در آن بازی کرده‌است می‌توان به باشگاه فوتبال جنوآ، باشگاه فوتبال آ.ث. میلان، باشگاه فوتبال اودینزه، باشگاه فوتبال تریستیانا، باشگاه فوتبال امپولی، و باشگاه فوتبال آنکونا اشاره کرد.
وی همچنین در تیم ملی فوتبال ایتالیا بازی کرده‌است.